# Ptinus bicinctus
Ptinus bicinctus is een keversoort uit de familie klopkevers (Ptinidae). De wetenschappelijke naam van de soort werd in 1837 gepubliceerd door Sturm.